# Ray Condo
Ray Condo (Hull, 1950. május 16. – Vancouver, 2004. április 15.) kanadai rockabilly énekes, szaxofonos, gitáros.

## Pályakép
Ray Condo a quebeci Hullban született Ray Tremblay néven. Ottawában nőtt fel öt gyermek közül a harmadikként. Ray két testvére, William és Robert fiatalabbak voltak; két nővére, Eileen és Maureen pedig nálaidősebb volt.
Condo tizenegyéves korában tanult meg gitározni és tizenhatéves korában már kiadta első felvételét, az If You Only Knew-t.
Ray Condo egy elit képzőművészeti és formatervező szakközépiskolába járt, amelyet az ontariói oktatási minisztérium kifejezetten a képzőművészet és a design terén kivételes tehetséget felmutató személyek számára hozott létre. Ray − úgy tűnt − jól boldogul ebben az igen nehéz környezetben. Ez idő alatt hunyt el nővére, Eileen. Ez  rettenetesen megrázta Rayt, de végül talpra állt.Vancouverben az Emily Carr Institute of Art and Designon tanult tovább, de egy év után abbahagyta. Basszusgitárosnak állt a The Secret Vs. nevű vancouveri punk rock zenekarba.
Egy évre elment festeni Montréalba, de amikor összetalálkozott Clive Jackson basszusgitárossal, Chris Dean bendzsóssal, Edgar Bridwell hegedűssel, Eric Sandmark gitárossal és Peter Sandmark dobossal. A Hardrock Goners nevű együttesük különféle stílusokban játszott: ockabilly, a jazz, a blues, a country,  western swing. Első felvételeik a „It Came From Canada” című lemezen jelentek meg. Ezután megalapították saját lemezkiadójukat, a Crazy Rekkidst (Büdös kölykök).
A „Condo” művésznevet Regan O'Connor nevű barátjától kapta, aki a banda nevét is kitalálta: Ray Condo & his Hardrock Goners.
1991-ben Condo visszatért Vancouverbe. A Hardrock Goners még három évig turnézott vele, majd basszusgitárosával együtt beolvadt a The Five Star Hillbillies nevű együttesbe, és létrehozták a The Ricochets (Ugrabugra) nevű együttest. Utolsó albumukat 2000-ben készítették el. 2003-ban Condo kisebb szívrohamot kapott. Egy évvel később az új zenekartag, Ian Tiles holtan találta Condót vancouveri lakásában. Egy újabb szívroham végzett vele.

## Albumok
- 1986: Crazy Date (Ray Condo & his Hardrock Goners)
- 1988: Hot & Cold (Ray Condo & his Hardrock Goners)
- 1990: Condo Country (Ray Condo & his Hardrock Goners)
- 1991: Condo Country (Ray Condo & his Hardrock Goners)
- 1991: Condo Country (Ray Condo & his Hardrock Goners)
- 1993: Hillbilly Holiday (Ray Condo & his Hardrock Goners)
- 1994: Come On! (Ray Condo & his Hardrock Goners)
- 1996: Swing Brother Swing (Ray Condo & his Ricochets)
- 1997: Door to Door Maniac (Ray Condo & his Ricochets)
- 2000: High & Wild (Ray Condo & his Ricochets)
- 2004: Sweet Love on My MInd/Big Dog Little Dog (Ray Condo & his Hardrock Goners/Ray Condo)
- 2007: Top Hits! Party Favourites! (Ray Condo & his Hardrock Goners)
- 2017: Hot 'N Cold reissue CD + 3 videos (Ray Condo & His Hardrock Goners)